# ديدم هوشجور
ديدم هوشجور (بالتركية: Diğdem Hoşgör) مواليد 2 أكتوبر 1991 في أنطاليا، هي لاعبة كرة يد تركية تلعب كظهير أيسر.

## الإنجازات
- الدوري التركي لكرة اليد للسيدات :
- الفوز: 2011–12، 2012–13، 2013–14.
- الوصافة (1): 2014–15
- المركز الثالث (1): 2010–11